# 트러스

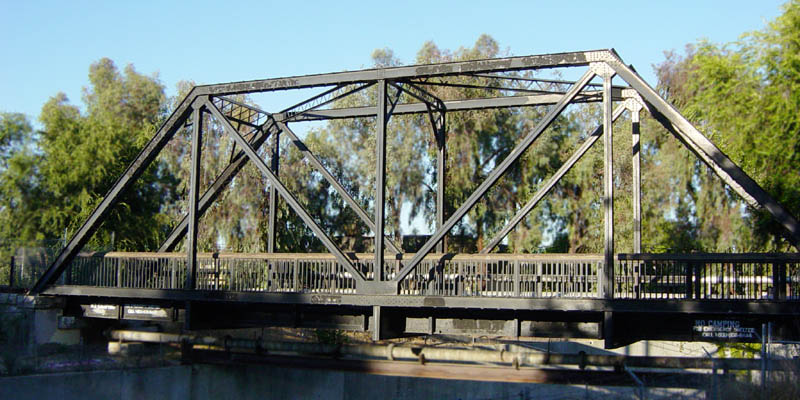
트러스 구조로 되어 있는 단선 철도교로 현재는 보행자와 도관용으로 쓰이고 있다.

트러스(truss)는 여러 개의 직선 부재들을 한 개 또는 그 이상의 삼각형 형태로 배열하여 각 부재를 절점에서 연결해 구성한 뼈대 구조를 뜻한다.

## 트러스 해석에 필요한 기본 가정
실제에서 트러스의 각 절점은 용접 등의 강철로 되어있는 것이 대부분이지만, 구조해석을 위해 가정되는 이상적인 트러스는 다음과 같은 조건을 만족한다.
1. 부재들은 마찰이 없는 핀으로 연결되어 있다. 따라서 삼각형만이 안정한 형태를 이루며, 부재들과 인접하는 부재는 휘지 않는다.
2. 모든 부재는 직선으로 되어 있다. 그러므로 축방향력으로 인한 휘는힘(휨모멘트)는 발생하지 않는다.
3. 모든 하중과 반작용(힘의 방향의 반대에서 작용하는 힘)은 격점에만 작용한다.
4. 하중으로 인한 변형(부재의 길이 변화)은 매우 작으므로 무시한다.

### 트러스의 정정과 부정정
평면 트러스 구조의 정정 여부와 부정정 차수는 다음과 같은 식으로부터 구할 수 있다. 즉, 부재의 개수를 m, 지점 반력의 개수를 r, 절점의 개수를 j라고 하면
정정: {\displaystyle m+r=2j}
부정정: {\displaystyle m+r>2j}
불안정: {\displaystyle m+r<2j}
부정정 트러스의 부정정 차수 n은 같다.
{\displaystyle n=m+r-2j}

## 트러스의 좌굴
트러스 압축재는 면내 좌굴, 면외 좌굴이 일어날 수 있다. 면내 좌굴은 부재가 연직방향 변위가 생기는 것을 말하고, 면외 좌굴은 부재가 수평방향으로 좌굴되는 것을 말한다. 단부가 구속된 트러스 압축부재는 유효좌굴길이계수 K=0.1을 사용한다.

## 같이 보기
- 지오데식 돔
- 구조역학
- 강재

## 참고 문헌
- 한국강구조학회 (2017). 《강구조설계》. 구미서관. ISBN 978-89-8225-135-1.